# Narnia: The Magician's Nephew
Narnia: The Magician's Nephew är en kommande amerikansk high fantasy-film, med planerad premiär 2026. Filmen är baserad på C.S. Lewis roman Min morbror trollkarlen från 1955, med regi och manus av Greta Gerwig.
Filmen är planerad att ha biopremiär i USA den 26 november 2026 och kommer släppas för streaming på Netflix den 25 december samma år.

## Rollista (i urval)
- Emma Mackey – Jadis[3]
- Daniel Craig – Andrew Ketterley[3]
- Meryl Streep – Aslan (röst)[3]
- Carey Mulligan – Mabel Kirke[3]
- David McKenna – Digory Kirke[4]
- Beatrice Campbell – Polly Plummer[4]

## Produktion
I oktober 2018 slöt Netflix och eOne Films ett flerårigt avtal med The C.S. Lewis Company om att producera filmer och TV-serier baserade på Berättelsen om Narnia.
I juli 2023, efter premiären av Barbie, tillkännagavs att Greta Gerwig hade skrivit på ett avtal med Netflix om att skriva och regissera två filmer baserade på bokserien Berättelsen om Narnia, med Mark Gordon, Douglas Gresham, Amy Pascal och Vincent Sieber som producenter. I december 2024 avslöjade Jason Isaacs att det ryktades om att Gerwig skulle anpassa Min morbror Trollkarlen som den första filmen.
Filmen började spelas in den 11 augusti 2025 i London och Shepperton Studios, med Seamus McGarvey som filmfotograf. Inspelningarna sker med 35 mm-film och Vistavision-kameror.

## Släpp
Narnia: The Magician's Nephew är planerad att ha biopremiär i USA den 26 november 2026, innan den streamas på Netflix den 25 december 2026. Filmen kommer att visas exklusivt på 1 000 IMAX-biografer.